# Pierre Colliander
Pierre Mauritz Colliander, född 20 januari 1912 i Annedals församling, Göteborg, död 26 september 1956 på samma plats, var en svensk revyskådespelare och musiker (klarinettist).[källa behövs]
Colliander spelade revy hos Gösta Jonsson och Karl Gerhard.[källa behövs] I film har han medverkat i några roller som musiker. Som klarinettist i Cubaneraorkestern framträdde han även som sångare.[källa behövs]
I samband med en jazzkonsert (orkestertävling) i Stockholms Konserthus beskrevs Pierre Colliander som "en dåtida Hagge Geigert, med uppgift att presentera orkestrarna och ordna publikens omröstning".
Colliander är begravd på Kvibergs kyrkogård.

## Filmografi
- 1940 – Hennes melodi
- 1941 – Söderpojkar
- 1941 – Gatans serenad
- 1941 – Lärarinna på vift
- 1941 – Hem från Babylon
- 1942 – En trallande jänta
- 1943 – Tåg 56
- 1947 – Sången om Stockholm

### Fotnoter
1. ↑  ”Pierre Colliander”. Categner.se. http://www.categner.se/PDFblad/artfemart.pdf. Läst 20 februari 2013.
2. ↑  SvenskaGravar